# King of the Zombies
King of the Zombies è un film di Jean Yarbrough del 1941.

## Trama
Durante la seconda guerra mondiale un piccolo velivolo è costretto ad eseguire un atterraggio di fortuna perché a corto di carburante. I passeggeri (il pilota, un signore e il suo servitore) vengono ospitati in un palazzo di proprietà di uno strano dottore. Il servitore, facilmente impressionabile, si rende conto che il palazzo è infestato da orribili creature, nate da esperimenti voodoo condotti dal dottore nella cantina del castello.